# Sayutan
Sayutan is een bestuurslaag in het regentschap Magetan van de provincie Oost-Java, Indonesië. Sayutan telt 4092 inwoners (volkstelling 2010).